# Organização Europeia de Pesquisa Espacial

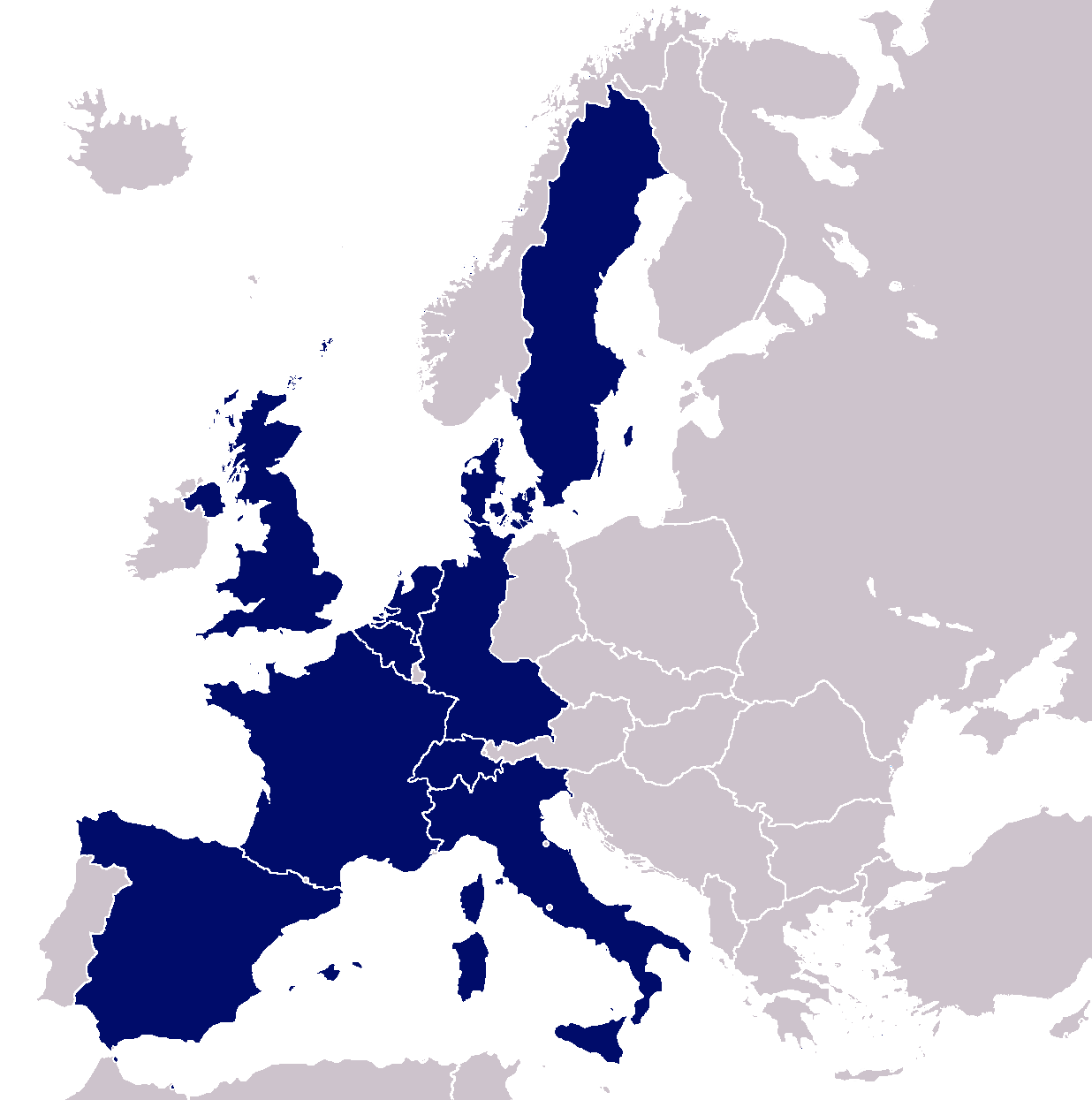
O países que instituíram a ESRO.

Organização Europeia de Pesquisa Espacial (em francês:  Conseil Européen de Recherche Spatiale - CERS; em inglês:  European Space Research Organisation - ESRO) foi uma organização intergovernamental dedicada à pesquisa científica no espaço, fundada em 1964. Era composta inicialmente por: Bélgica, Dinamarca, França, Alemanha Ocidental (na época), Itália, Holanda, Espanha, Suécia, Suiça e Reino Unido; Áustria, Noruega, e mais tarde a Irlanda, foram admitidos com o status de "países observadores".